# Coming Home (álbum de Falling in Reverse)
Coming Home —en español: Regresando a casa— es el cuarto álbum de estudio de la banda de rock Falling in Reverse. El álbum fue lanzado mediante Epitaph Records el 7 de abril de 2017. Es el primer álbum con el guitarrista Christian Thompson y el último álbum con el baterista Ryan Seaman y el guitarrista Derek Jones antes de su muerte en el 21 de abril de 2020  y el único álbum con el bajista Zakk Sandler.
El álbum marca una salida de sus raíces post-hardcore a favor de un sonido más experimental.

## Antecedentes
A mediados de 2016, la banda confirmó qué ya habían entrado al estudio para grabar su siguiente álbum. Ronnie Radke dijo qué el álbum ya no tendrá nada de post-hardcore y qué el sonido era más sentimental tanto en las letras de las canciones.
Además este sería el primer álbum del guitarrista Christian Thompson y el bajista Zakk Sandler. El primer sencillo fue publicado el 18 de diciembre de 2016 con el título "Coming Home", el segundo sencillo fue llamado "Loser" y fue publicado el 19 de enero de 2017. El tercer sencillo llamado "Broken" fue lanzado a través de BBC Radio 1 en el show de Daniel P. Carter el 21 de marzo de 2017, horas después el sencillo se publicó en Youtube. El álbum fue publicado el 7 de abril de 2017, en mayo de 2017 se confirma la salida del baterista Ryan Seaman tras una pelea que tuvo con Ronnie Radke, según el baterista iba a ser miembro de giras de la banda Icon For Hire pero esto molesto al vocalista Radke el cual publicó en Twitter "Ryan Seaman es un cobarde", muchos fanes aseguraron la salida de Ryan pero esto se confirmó en mayo de 2017 ya qué el baterista era Chris Kamrada y actualmente solo es un miembro de giras.

## Lista de Canciones
| N.º | Título                          | Duración |  |
| 1.  | «Coming Home»                   | 4:54     |  |
| 2.  | «Broken»                        | 3:55     |  |
| 3.  | «Loser»                         | 4:13     |  |
| 4.  | «Fuck You and All Your Friends» | 3:11     |  |
| 5.  | «I Hate Everyone»               | 3:39     |  |
| 6.  | «I'm Bad at Life»               | 3:55     |  |
| 7.  | «Hanging On»                    | 3:48     |  |
| 8.  | «Superhero»                     | 3:13     |  |
| 9.  | «Straight to Hell»              | 3:50     |  |
| 10. | «I Don't Mind»                  | 4:24     |  |
| 11. | «The Departure»                 | 4:48     |  |

'Deluxe Edition

| Digital and deluxe edition bonus tracks |             |          |  |
| N.º                                     | Título      | Duración |  |
| 12.                                     | «Right Now» | 3:28     |  |
| 13.                                     | «Paparazzi» | 4:02     |  |

## Personal
Falling in Reverse
- Ronnie Radke – Vocalista principal, guitarras, piano, producción
- Derek Jones – Guitarra rítmica, coros
- Zakk Sandler – Bajo, coros
- Ryan Seaman – Batería, percusión
- Christian Thompson – Guitarra líder, coros, Screams

Personal Adicional
- Michael Baskette – Producción, Mixing, Guitarra adicional, Bajo adicional
- Vlado Meller – Mastering
- Jef Moll – Ingeniería
- Tyler Smyth – Producción, Ingeniero, Programador, Guitarras y Bajos
- Kevin Thomas –  Ingeniería

## Posicionamiento en listas
| Lista (2017)                            | Mejor posición |
| --------------------------------------- | -------------- |
| Australia (ARIA)                        | 16             |
| Bélgica (Ultratop valona)               | 150            |
| Escocia (Scottish Albums Chart)         | 87             |
| Estados Unidos (Billboard 200)          | 34             |
| Estados Unidos (Independent Albums)     | 7              |
| Estados Unidos (Top Alternative Albums) | 4              |
| Estados Unidos (Top Hard Rock Albums)   | 2              |
| Estados Unidos (Top Rock Albums)        | 5              |
| Nueva Zelanda (RMNZ Heatseekers Albums) | 3              |
| Reino Unido (UK Albums Chart)           | 89             |
| Reino Unido (UK Rock & Metal Albums)    | 3              |